# Kevin Corvers
Kevin Corvers (* 17. August 1987 in Oberhausen) ist ein deutscher Fußballspieler.

## Karriere
Kevin Corvers spielte in der Jugend in Oberhausen beim Stadtteilverein SV Adler Osterfeld. Danach gehörte er bis 2007 zur Landesligamannschaft des Vereins, bevor der Innenverteidiger zum VfB Speldorf wechselte. Das erste Jahr bei den Mülheimern endete mit dem Abstieg in die Niederrheinliga, dem am Ende der Saison 2008/09 der sofortige Wiederaufstieg in die NRW-Liga folgte. In dieser sehr erfolgreichen Saison erreichte man auch das Finale des Niederrheinpokals, das man gegen das favorisierte Rot-Weiss Essen gewann.
Der Pokalsieg berechtigte zur Teilnahme am DFB-Pokal der Folgesaison, wo Corvers mit seinem Team in der ersten Runde gegen den Reviernachbarn Rot-Weiß Oberhausen antreten musste und dem Zweitligisten klar unterlag. Nachdem er die Saison für Speldorf zu Ende gespielt hatte, wurde er von RWO verpflichtet und in das U-23-Team aufgenommen. Dort spielte er in der Saison 2010/11 zwar wieder nur in der Niederrheinliga, trainierte aber auch bei der ersten Mannschaft und kam dort ins Aufgebot. Am 10. Spieltag der 2. Bundesliga wurde er für den verletzten Benjamin Reichert eingewechselt und kam so zu seinem Profidebüt. Dann hatte er aber großes Pech und zog sich noch vor dem nächsten Spiel eine Innenbandverletzung im Knie zu, die die Hinrunde für ihn vorzeitig beendete. In der Rückrunde kam er dann im Abstiegskampf nicht mehr zum Zug.
Trotzdem wurde er nach dem Abstieg in die 3. Liga fest in den Kader der ersten Mannschaft aufgenommen. In der nächsten Saison dauerte es dann bis zum 16. Spieltag, bis er eine erneute Chance bekam. Er stand zum ersten Mal in der Startaufstellung, nachdem er sich aber früh eine Gelbe Karte eingehandelt hatte, wurde er zur Halbzeit ausgewechselt, um keinen Platzverweis zu riskieren.
Im Sommer 2012 wechselte Corvers zum TV Jahn Hiesfeld in die Oberliga Niederrhein.

## Erfolge
- Aufstieg in die NRW-Liga 2009 mit dem VfB Speldorf
- Niederrheinpokalsieger 2009 mit dem VfB Speldorf